# Schwendau
Schwendau ist eine Gemeinde mit 1839 Einwohnern (Stand 1. Jänner 2024) im Zillertal und gehört zum Bezirk Schwaz in Tirol (Österreich). Die Gemeinde liegt im Gerichtsbezirk Zell am Ziller.

## Geografie
Schwendau liegt im hinteren Zillertal, westlich des Ziller auf den Schwemmkegeln mehrerer Bäche. Die Gemeinde hat eine Größe von 17 Quadratkilometer und erstreckt sich vom Ziller in 620 Meter Höhe bis zum 2590 Meter hohen Hoarbergjoch. Von der Fläche sind 43 Prozent Almen, 38 Prozent bewaldet und 12 Prozent werden landwirtschaftlich genutzt.

### Gemeindegliederung
Die Gemeinde ist in 16 Orte gegliedert:
- Astegg
- Burgschrofen
- Burgstall
- Hippach
- Hoarberg
- Kleinschwendberg
- Kreuzlau
- Mühlbach
- Mühlen
- Penken
- Schwendau
- Stockach

### Zusammenarbeit
Schwendau nutzt viele Einrichtungen gemeinsam mit der Nachbargemeinde Hippach, so sind die beiden Gemeindeämter im selben Gebäude in Schwendau (nur 30 Meter von der gemeinsamen Gemeindegrenze entfernt) untergebracht.

### Nachbargemeinden
|     | Hippach                                     | Ramsau im Zillertal |
| Tux | Kompassrose, die auf Nachbargemeinden zeigt |                     |
|     | Finkenberg                                  | Mayrhofen           |

## Geschichte
Schwendau wurde erstmals um das Jahr 1200 als Swentowe (Rodung in einer Au) in einer Urbar des Erzstiftes Salzburg urkundlich erwähnt. Am Hügel Burgstallschrofen thronte angeblich bis zum 14. Jahrhundert eine Burg (nach archäologischen Ausgrabungen von 2015 noch nicht bestätigt). Seit 1817 ist Schwendau eine politische Gemeinde.
Der Hauptort Schwendau hat sich erst nach dem Zweiten Weltkrieg entwickelt.
Die Bevölkerung sprach sich in einer Volksabstimmung 2003 gegen die Zusammenlegung mit Hippach aus.

### Bevölkerungsentwicklung
| Schwendau: Einwohnerzahlen von 1869 bis 2024        | Schwendau: Einwohnerzahlen von 1869 bis 2024 | Schwendau: Einwohnerzahlen von 1869 bis 2024 | Schwendau: Einwohnerzahlen von 1869 bis 2024 | Schwendau: Einwohnerzahlen von 1869 bis 2024 |
| --------------------------------------------------- | -------------------------------------------- | -------------------------------------------- | -------------------------------------------- | -------------------------------------------- |
| Jahr                                                |                                              |                                              |                                              | Einwohner                                    |
| 1869                                                | 1869                                         |                                              | 573                                          | 573                                          |
| 1880                                                | 1880                                         |                                              | 473                                          | 473                                          |
| 1890                                                | 1890                                         |                                              | 439                                          | 439                                          |
| 1900                                                | 1900                                         |                                              | 442                                          | 442                                          |
| 1910                                                | 1910                                         |                                              | 502                                          | 502                                          |
| 1923                                                | 1923                                         |                                              | 516                                          | 516                                          |
| 1934                                                | 1934                                         |                                              | 554                                          | 554                                          |
| 1939                                                | 1939                                         |                                              | 555                                          | 555                                          |
| 1951                                                | 1951                                         |                                              | 638                                          | 638                                          |
| 1961                                                | 1961                                         |                                              | 754                                          | 754                                          |
| 1971                                                | 1971                                         |                                              | 1.020                                        | 1.020                                        |
| 1981                                                | 1981                                         |                                              | 1.175                                        | 1.175                                        |
| 1991                                                | 1991                                         |                                              | 1.304                                        | 1.304                                        |
| 2001                                                | 2001                                         |                                              | 1.429                                        | 1.429                                        |
| 2011                                                | 2011                                         |                                              | 1.596                                        | 1.596                                        |
| 2021                                                | 2021                                         |                                              | 1.767                                        | 1.767                                        |
| 2024                                                | 2024                                         |                                              | 1.839                                        | 1.839                                        |
| Quelle(n): Statistik Austria, Gebietsstand 1.1.2021 |                                              |                                              |                                              |                                              |

## Kultur und Sehenswürdigkeiten

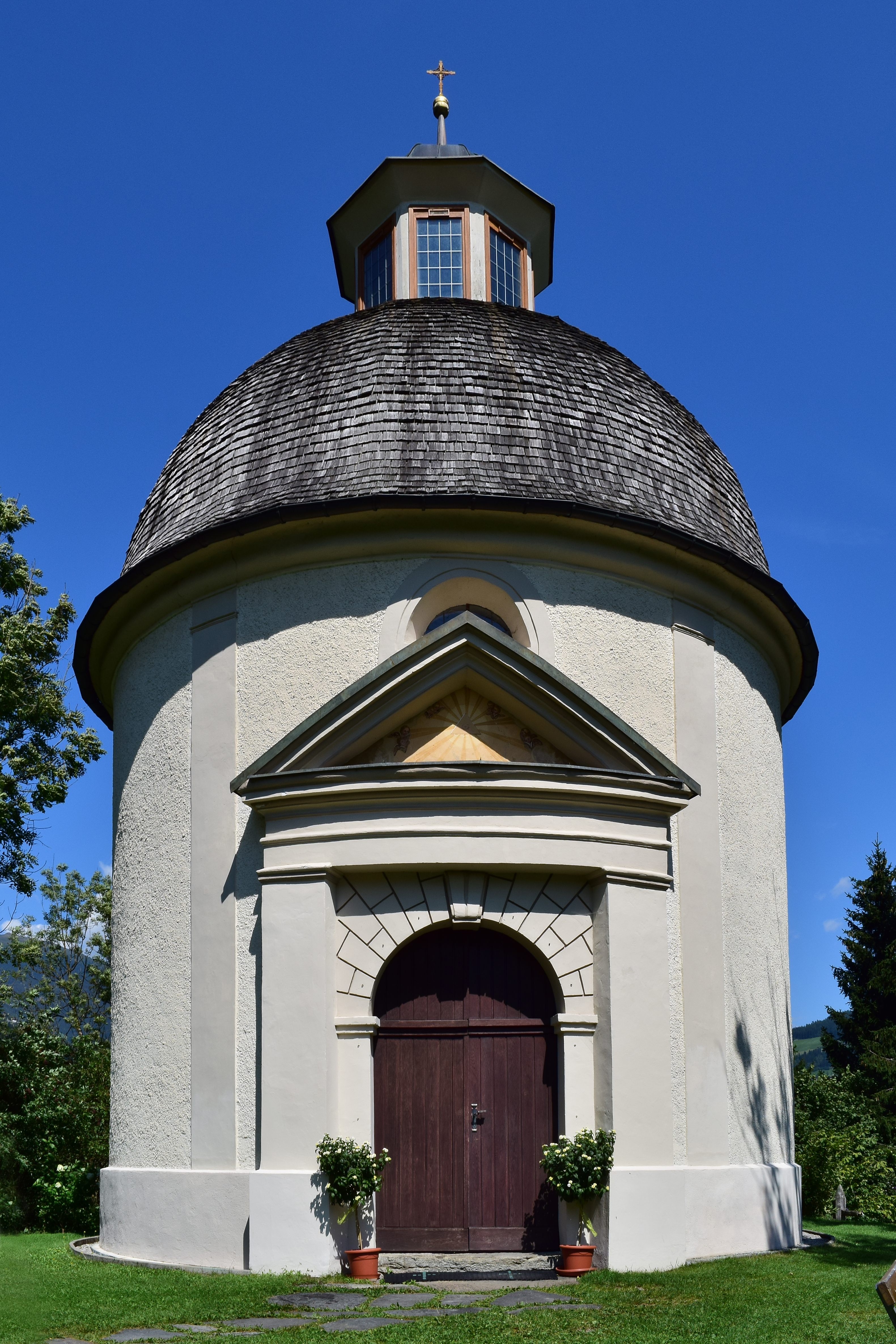
Kalvarienbergkapelle zum gekreuzigten Heiland
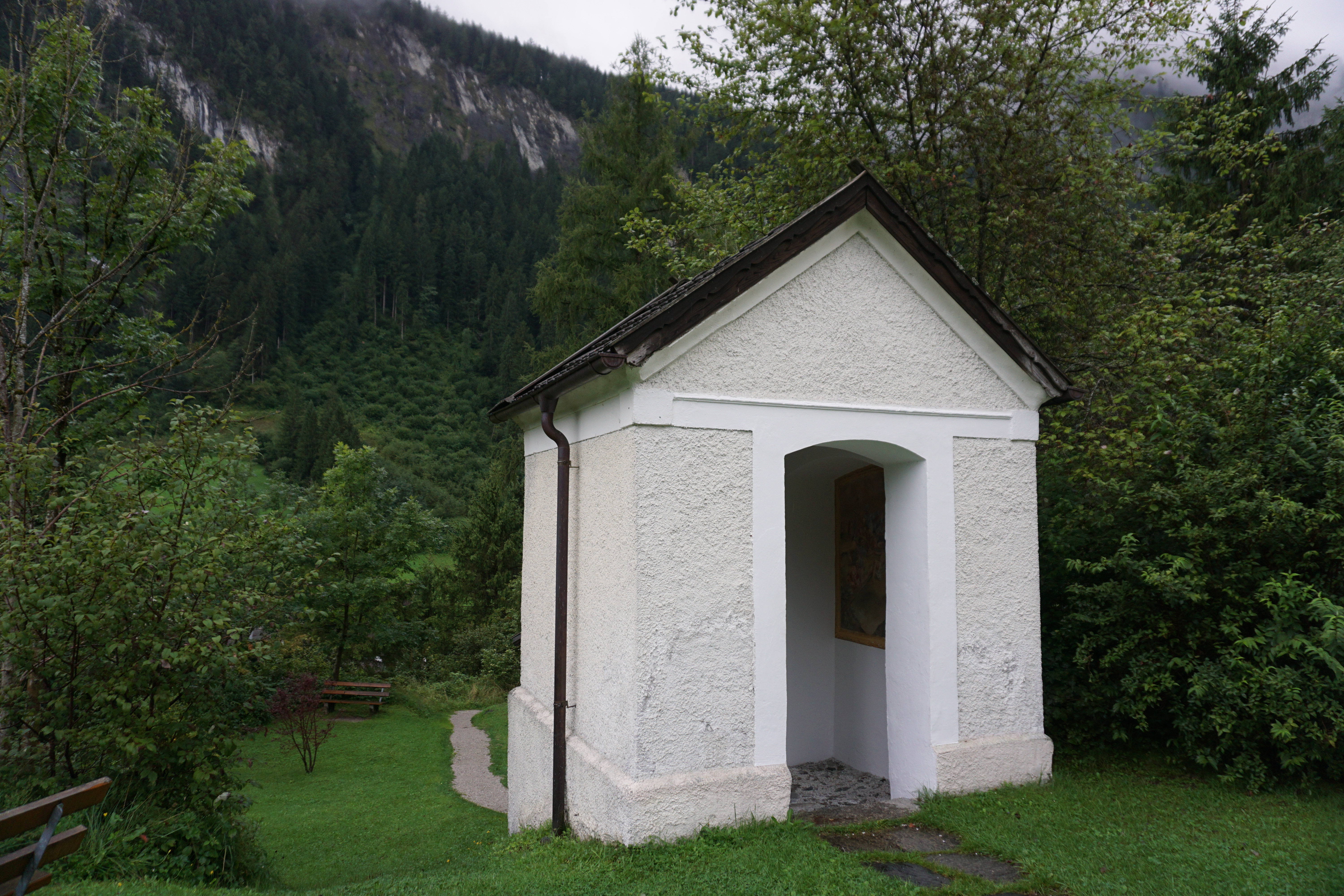
Burgstallschrofen Kapelle
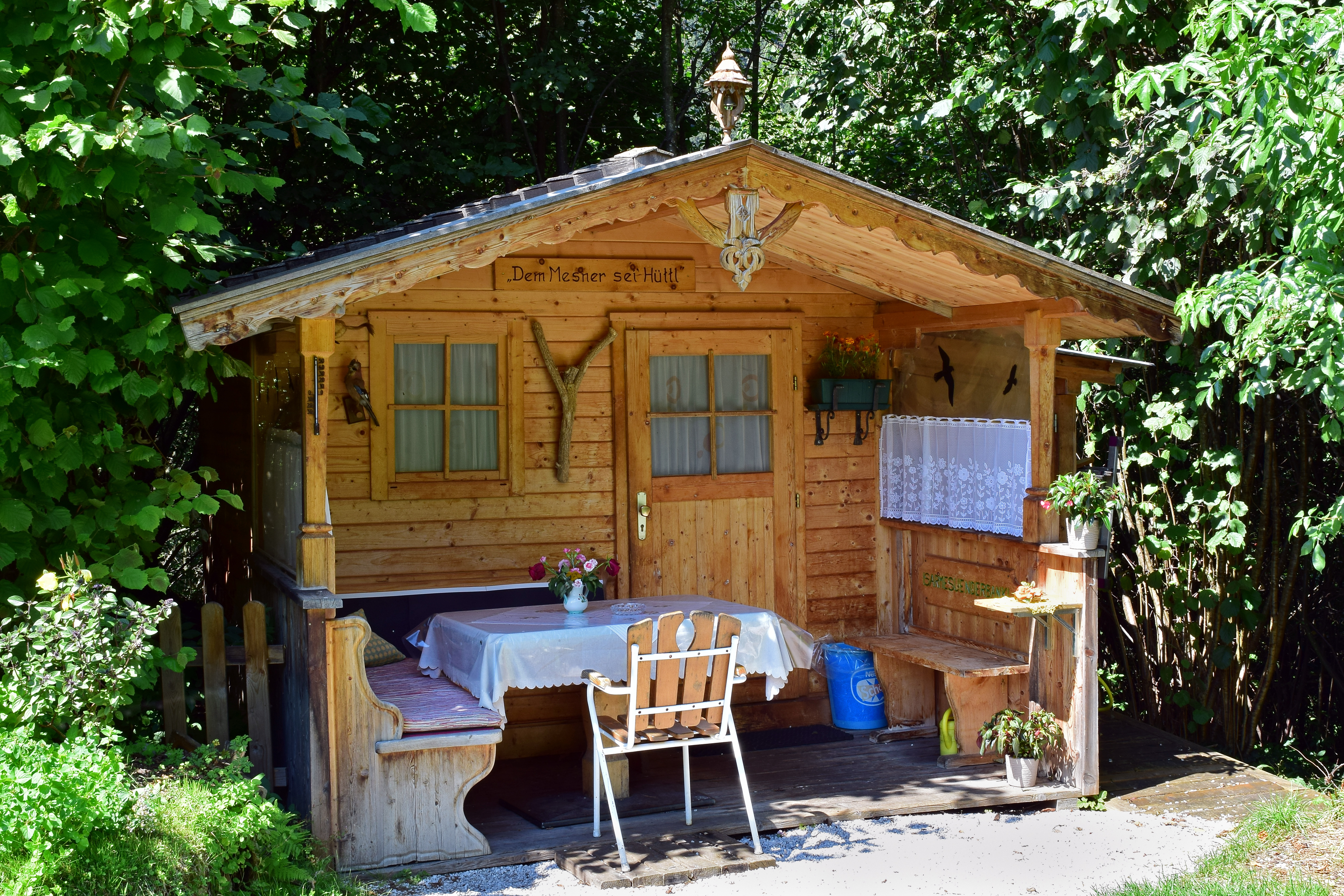
Mesnerhüttl bei der Kalvarienbergkapelle Zum gekreuzigten Heiland
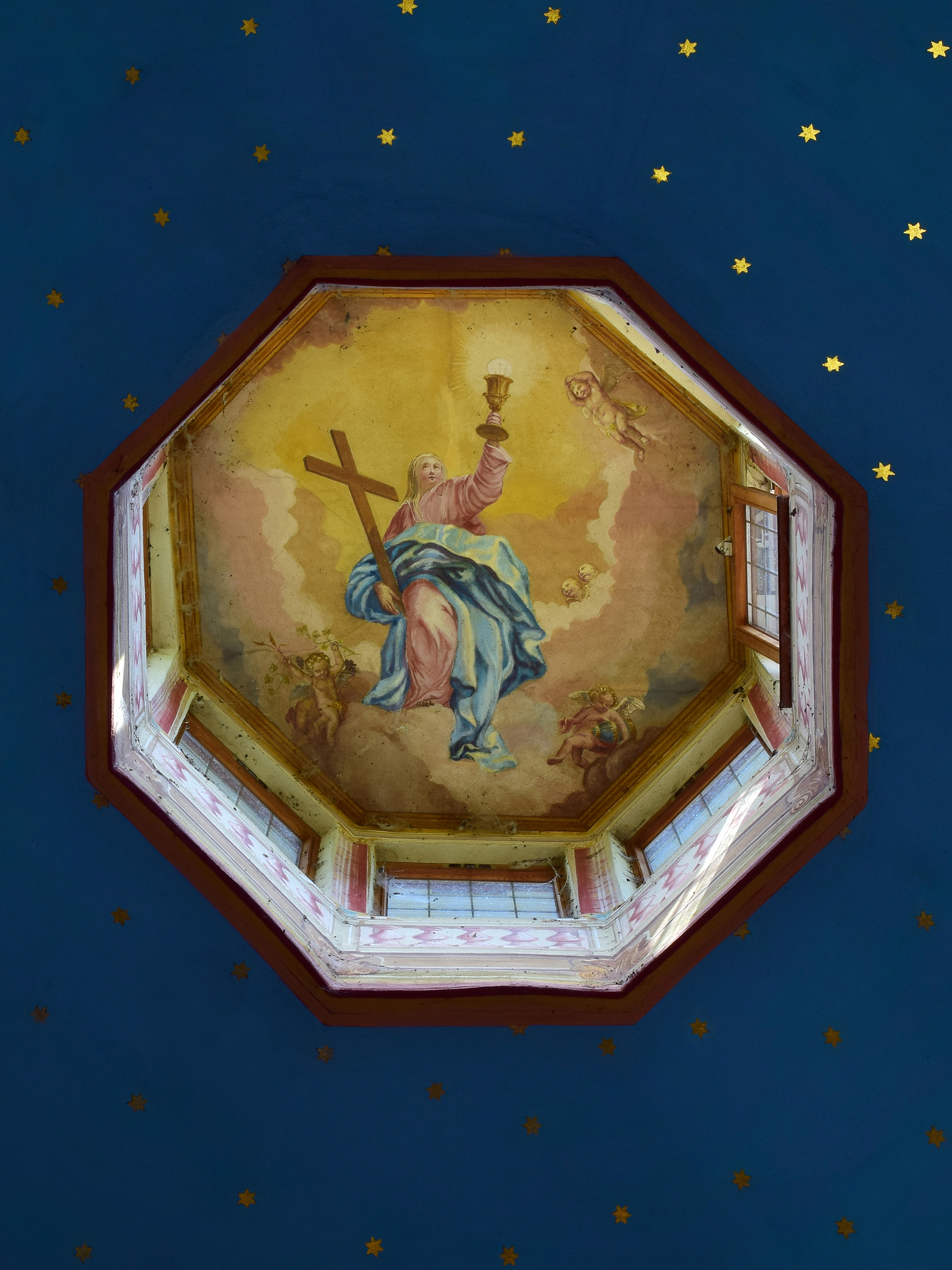
Kalvarienbergkapelle Zum gekreuzigten Heiland in Schwendau

## Wirtschaft und Infrastruktur
Wirtschaftlich bedeutend ist neben Gewerbebetrieben und der Landwirtschaft vor allem der Tourismus mit dem Skigebiet Ski Zillertal 3000.

### Wirtschaftssektoren
Im Jahr 2010 gab es 31 Haupt- und 12 Nebenerwerbsbauern. Sechs Betriebe, die von juristischen Personen geführt wurden, bearbeiteten beinahe zwei Drittel der Flächen. Achtzig Prozent der Erwerbstätigen des Produktionssektors arbeiteten in der Bauwirtschaft. Die größten Arbeitgeber im Dienstleistungssektor waren die Bereiche Beherbergung und Gastronomie (95), Handel (84) und die sozialen und öffentlichen Dienste (71).
| Wirtschaftssektor            | Anzahl Betriebe | Anzahl Betriebe | Erwerbstätige | Erwerbstätige |
| Wirtschaftssektor            | 2011            | 2001            | 2011          | 2001          |
| ---------------------------- | --------------- | --------------- | ------------- | ------------- |
| Land- und Forstwirtschaft 1) | 50              | 51              | 50            | 53            |
| Produktion                   | 16              | 7               | 95            | 45            |
| Dienstleistung               | 97              | 85              | 302           | 313           |

1) Betriebe mit Fläche in den Jahren 2010 und 1999
| Von den über 700 Erwerbstätigen, die 2011 in Schwendau lebten, arbeiteten weniger als 200 in der Gemeinde, drei Viertel pendelten aus. Von den umliegenden Gemeinden kamen 268 Menschen zur Arbeit nach Schwendau. Schwendau zählt jährlich rund 300.000 Übernachtungen (Stand 2019). Die stärksten Monate sind Jänner, Februar und März mit jeweils rund 50.000 Übernachtungen. Eine zweite Spitze liegt im Juli und August mit jeweils 30.000. | Hier fehlt eine Grafik, die leider im Moment aus technischen Gründen nicht angezeigt werden kann. Wir arbeiten daran! |

### Fremdenverkehr

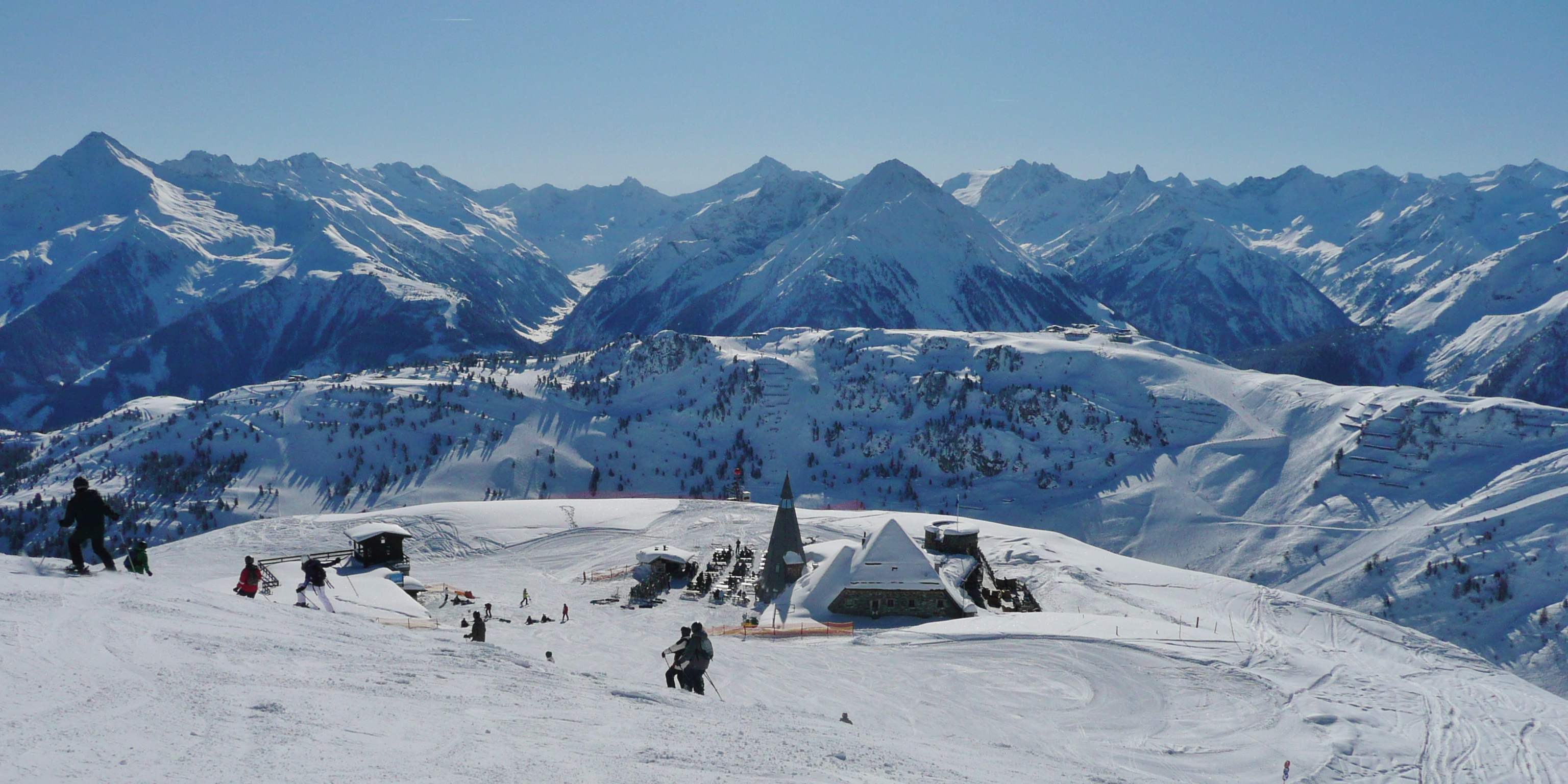
Blick vom Horbergkarspitz

### Elektrizität
Am Sidanbach befindet sich das Kraftwerk Sidan der TIWAG. Es wurde im Sommer 1994 in Betrieb genommen und hat eine Maschinenleistung von 4,4 MW.

### Verkehr
Schwendau ist über die Zillertalstraße sowie den Bahnhöfen Ramsau-Hippach und Bichl mit der Zillertalbahn erreichbar.

## Politik

### Gemeinderat
Bei der Gemeinderatswahl werden 13 Sitze vergeben:
| Partei                                                              | 2022  | 2022    | 2016  | 2016    | 2010  |
| Partei                                                              | %     | Mandate | %     | Mandate | %     |
| ------------------------------------------------------------------- | ----- | ------- | ----- | ------- | ----- |
| Gemeinsam für Schwendau                                             | 37,54 | 5       | 55,53 | 7       | 60,63 |
| Schwendau lebenswert mit Bürgermeisterkandidat Gerold Wechselberger | 40,89 | 5       |       |         |       |
| Vorwärts für Schwendau                                              | 12,71 | 2       |       |         |       |
| Wechsel für Schwendau                                               | 08,87 | 1       |       |         |       |
| Frischer Wind für Schwendau                                         |       |         | 44,47 | 6       |       |
| Allgemeine Liste                                                    |       |         |       |         | 39,37 |

### Bürgermeister
Bürgermeister von Schwendau ist Franz Hauser.

### Wappen
Das Gemeindewappen wurde 1973 verliehen: In Grün ein silberner Schrägrechtsbalken mit schwarzer Hacke.
Die Farbe der Gemeindefahne ist Weiß-Grün.